# Horst de Kénogami

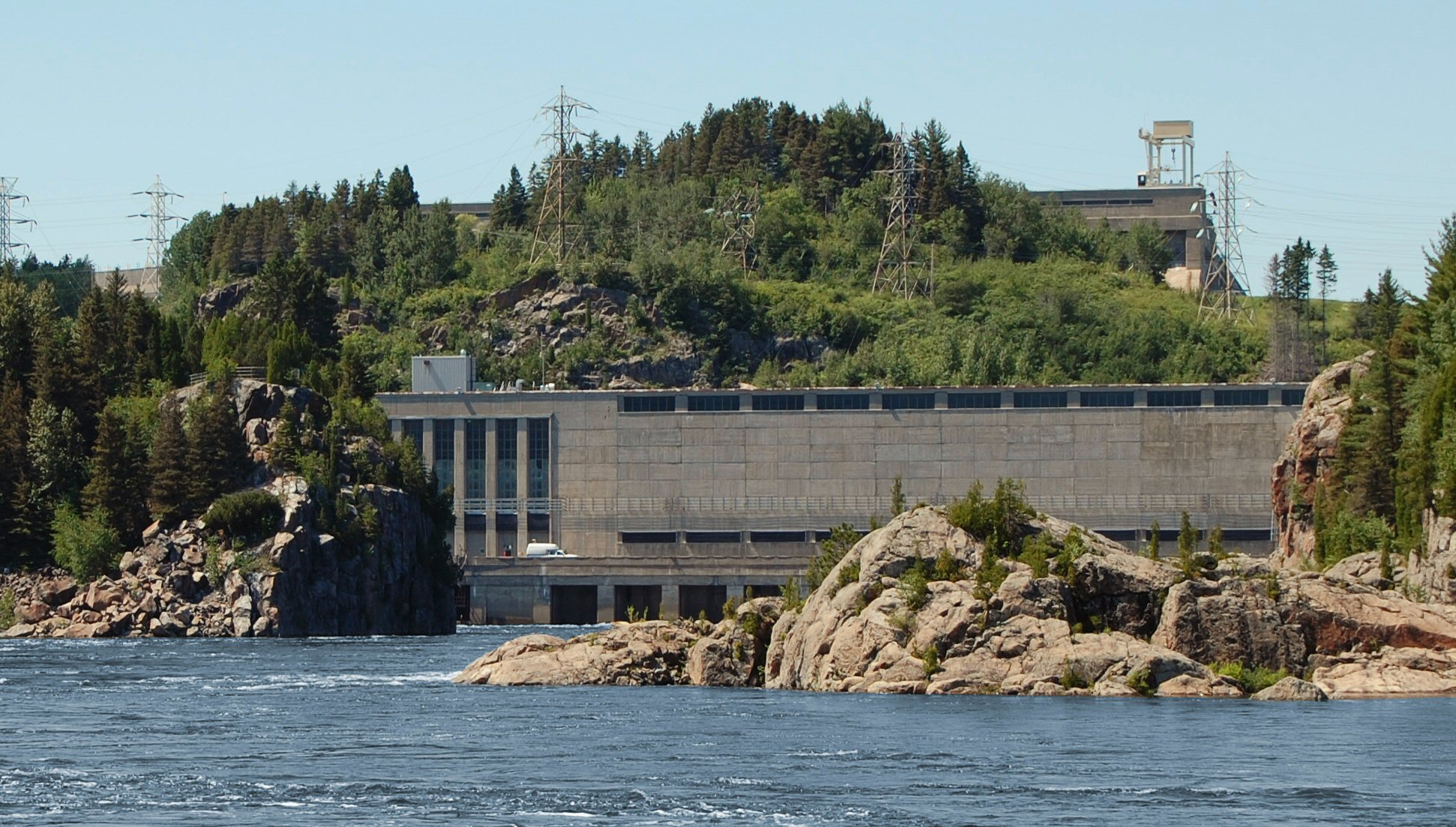
Le barrage Shipshaw à la limite Est du horst de Kénogami

Le Horst de Kénogami est une élévation constituant la frontière naturelle entre les sous-régions du Saguenay et du Lac Saint-Jean. Situé au Nord du lac Kénogami, entre Jonquière (Saguenay) et Saint-Bruno, le horst possède un relief irrégulier caractéristique des Laurentides et une altitude avoisinant les 180 mètres. On y retrouve la ville de Larouche et le secteur Lac-Kénogami de Ville de Saguenay.  L'autoroute 70 et la rivière Saguenay franchissent cette région naturelle.